# L.A. Woman
L.A. Woman er titlen på det amerikanske rockband The Doors' sjette album, udgivet i 1971. Pladen er den sidste indspilning med sangeren Jim Morrison, som efterfølgende tog til Paris, og døde kort tid efter albummet blev udgivet. Albummet indeholder bl.a. titelnummeret "L.A. Woman" og "Riders on the Storm". 

## Track liste
1. "The Changeling" – 4:21
2. "Love Her Madly" – 3:17
3. "Been Down So Long" – 4:41
4. "Cars Hiss By My Window" – 4:12
5. "L.A. Woman" – 7:49
6. "L'America" – 4:37
7. "Hyacinth House" – 3:12
8. "Crawling King Snake" – 5:00
9. "The Wasp (Texas Radio and the Big Beat)" – 4:16
10. "Riders on the Storm" – 7:13